# РЦТВ
РЦТВ (на английски: RCTV, на испански: Radio Caracas Televisión) е венецуелска телевизионна мрежа със седалище в Каракас. Мрежата стартира на 15 ноември 1953 г. и затвори на 27 май 2007 г. като наземна мрежа. След това е пуснат наново като RCTV Internacional на 16 юли 2007 г. като кабелна мрежа и затворен отново на 24 януари 2010 г.